# آوو مولدر
آوو مولدر (استونیایی: Aavo Mölder؛ زادهٔ ۱ ژانویهٔ ۱۹۴۴) سیاستمدار و نماینده سابق مجلس اهل استونی است وی از فوریه تا نوامبر ۱۹۹۲ وزیر کشاورزی استونی بوده‌است.